# Traité de Ryswick
 (novembre 2023).
Si vous disposez d'ouvrages ou d'articles de référence ou si vous connaissez des sites web de qualité traitant du thème abordé ici, merci de compléter l'article en donnant les références utiles à sa vérifiabilité et en les liant à la section « Notes et références ».
Les traités de Ryswick, signés le 20 septembre 1697 à Ryswick, ville des faubourgs de La Haye, en Hollande, dans les Provinces-Unies, mirent fin à la guerre de la Ligue d'Augsbourg entre la France de Louis XIV et la ligue d'Augsbourg. Le diplomate suédois Nils Lillieroot (sv) remplit la fonction de médiateur.

## Historique

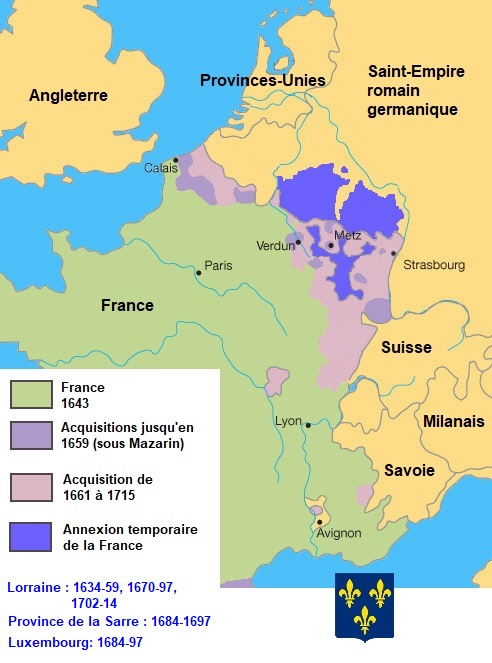
La France de Louis XIV (en bleu les duchés de Luxembourg, de Lorraine et de Bar rétrocédés par le traité de Ryswick).

Les négociations traînaient en longueur. Louis XIV lança un ultimatum aux coalisés. La paix devait être signée avant le 20 septembre. Un délai supplémentaire fut accordé à l'Empereur du Saint-Empire Léopold Ier. La France signa trois premiers traités le 20 septembre avec respectivement les Provinces-Unies, l'Angleterre et l'Espagne, puis un second le 30 octobre avec le Saint-Empire romain germanique. Louis XIV acceptait de reconnaître Guillaume III d'Orange-Nassau comme roi d'Angleterre sous le nom de Guillaume III après la « Glorieuse révolution » de 1689, renonçait à toutes les places annexées par la France par la politique des réunions, qui lui avait aliéné toutes les cours d'Europe et rendait la plus grande partie des Pays-Bas espagnols à Charles II d'Espagne, notamment la place forte de Luxembourg. Le calcul du roi de France était de ménager l'opinion espagnole, afin de préparer la succession du monarque espagnol, dont l'état de santé était préoccupant. De la même façon, la Catalogne et Barcelone étaient restituées. Louis XIV rétrocédait le duché de Lorraine et le duché de Bar à son souverain légitime après 64 ans d'occupation militaire, mais ceux-ci devaient rester neutres et le royaume de France annexait quelques places-fortes stratégiques, telle Phalsbourg.
En Allemagne, Louis XIV fit définitivement reconnaître à la France la possession des quatre cinquièmes de l'Alsace (Strasbourg, villes de la Décapole, Basse-Alsace), alors que l'accord de Ratisbonne (1684) en avait initialement prévu la rétrocession au Saint-Empire pour 1704. En outre, la France obtenait une compensation financière pour les droits dynastiques de la belle-sœur du roi sur le Palatinat du Rhin.
En revanche, l'Espagne dut reconnaître, de l'autre côté de l'Atlantique, l'occupation par la France de l'Ouest de Saint-Domingue (pars occidentalis), île située dans les Antilles. Cela permit à la France de devenir le premier producteur mondial de sucre dès les années 1740, alors un produit à forte valeur ajoutée et exportable. Louis XIV renforçait ainsi les intérêts des négociants français, situés notamment à Bordeaux, Nantes et Lorient, et préoccupés par le commerce atlantique.
Les Provinces-Unies signèrent des accords commerciaux avec la France et obtinrent le droit d'entretenir des garnisons dans certaines forteresses des Pays-Bas espagnols.

## Dans les arts

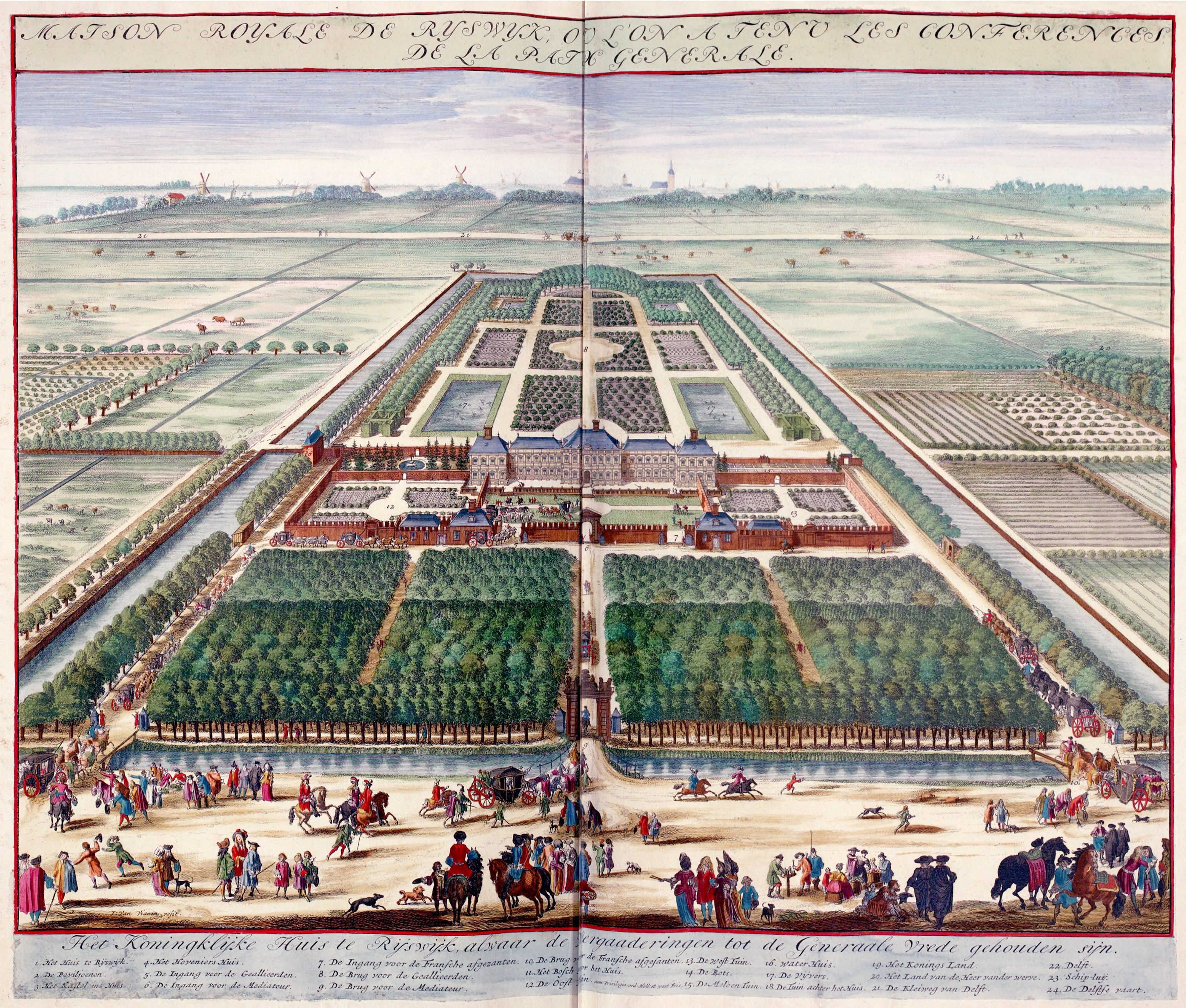
Le château du Nieuwburg et ses jardins pendant les négociations du traité, gravure de Jan van Vianen.

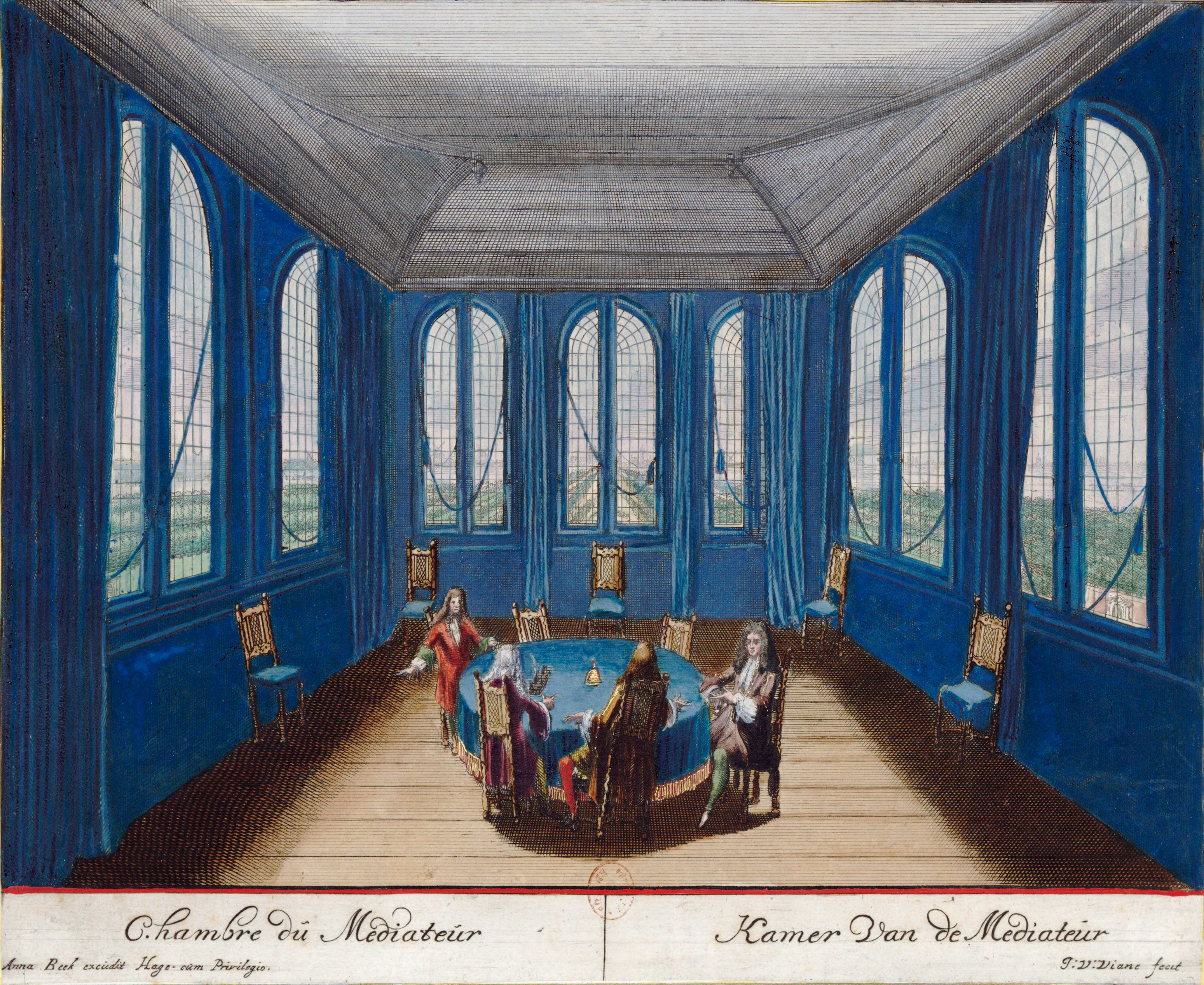
Chambre du médiateur.

La « fontaine Boucherat », à Paris, comporte une inscription remerciant Louis XIV pour la paix qu'il vient de signer à Ryswick.
Le peintre François Marot commémora l'évènement par le tableau Les Fruits de la Paix de Riyswick sous l'allégorie d'Apollon ramenant du ciel la Paix accompagnée de l'Abondance pour favoriser les Sciences et les Lettres, de nos jours conservé au musée des beaux-arts de Tours.
Le compositeur et musicologue Sébastien de Brossard a écrit le grand motet Canticum Eucharisticum Pro Pace à propos de ces traités, en 1698. Il a été enregistré en 1997 à la paroisse de Bon-Secours à Paris par l'Ensemble baroque de Limoges et le chœur de chambre Accentus, dirigés par Christophe Coin.